# Адамов-Вијес
Адамов-Вијес (пољ. Adamów-Wieś) је село у Пољској које се налази у војводству Мазовском у повјату Жирадовском у општини Рађејовице.
Од 1975. до 1998. године ово насеље се налазило у Скјерњевицком војводству.